# Cheirolepis

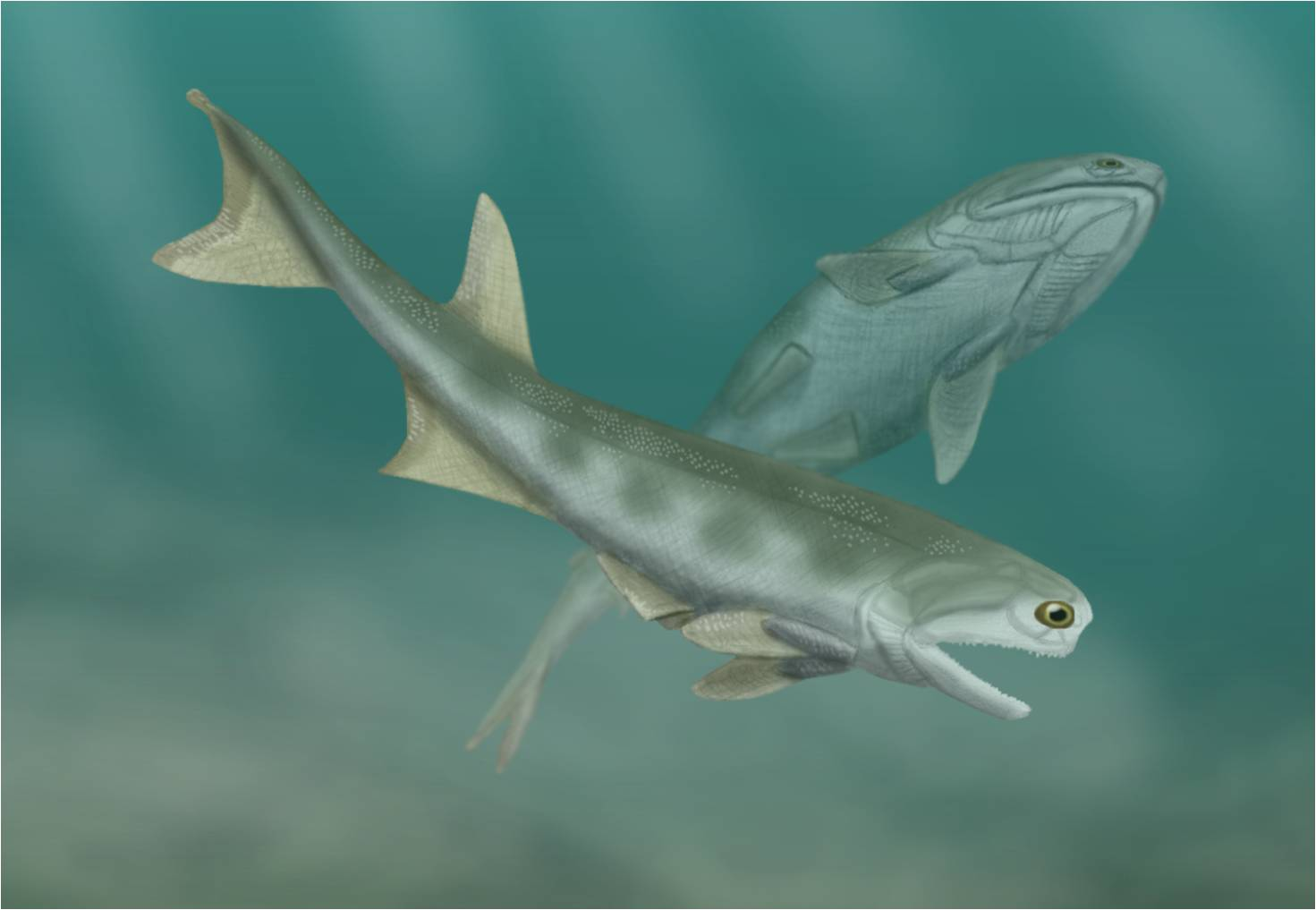
Restauração de dois Cheirolepis trailli

Cheirolepis (do grego : χείρ kheír , 'mão' e do grego : λεπίς lepis 'escama') é um gênero extinto de peixe com nadadeiras raiadas que viveu no período Devoniano da Europa e América do Norte. É o único gênero ainda conhecido dentro da família Cheirolepidae e da ordem Cheirolepiformes. Ele estava entre os mais basais dos actinopterígios do Devoniano e é considerado o primeiro a possuir os ossos cranianos dérmicos "padrão" vistos nos actinopterígios posteriores.
Cheirolepis era um animal predatório de água doce e estuarino com cerca de 55 centímetros de comprimento. Tinha um corpo aerodinâmico com pequenas escamas ganóides triangulares semelhantes às dos Acanthodii . Essas escamas tinham uma estrutura básica típica de muitos osteíctes primitivos , com uma superfície de ganoína cobrindo a dentina e uma placa basal de osso .  Cheirolepis tinha nadadeiras bem desenvolvidas que lhe davam velocidade e estabilidade, e provavelmente era um predador ativo. Com base no tamanho de seus olhos, caçava pela visão. As mandíbulas de Cheirolepis, alinhadas com dentes afiados, podia ser muito aberto, permitindo-lhe engolir a presa dois terços do seu tamanho.
1. ↑  «A microanatomical and histological study of the postcranial dermal skeleton of the Devonian actinopterygian Cheirolepis canadensis - Acta Palaeontologica Polonica». www.app.pan.pl (em inglês). Consultado em 22 de maio de 2023